# رعاية الأطفال الأسرية

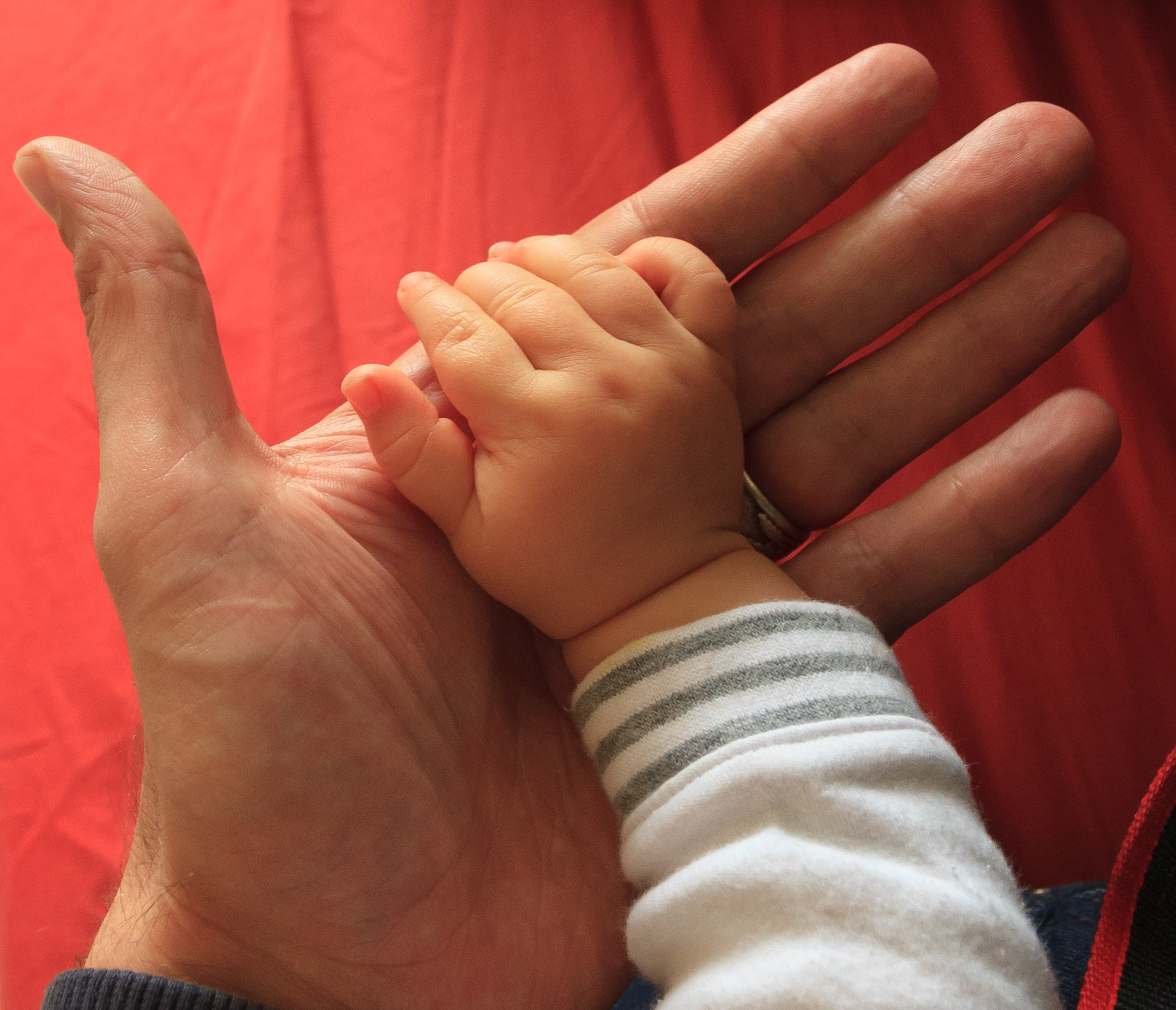
الأبوة مسؤولية بطابع قدسي

رعاية الأطفال الأسرية هي أي تقديم للرعاية الخاصة بالأطفال في المنزل الخاص بمقدم الخدمة.

## الولايات المتحدة
في الولايات المتحدة، كانت هناك زيادة كبيرة في أمهات الأطفال الصغار اللواتي يدخلن ضمن قوة العمل. في عام 1940، كان 8.6% من الأمهات ممن لديهن أطفال تحت سن 18 يعملن خارج المنزل. (Bridgeman, 1989) وفقًا للدليل السنوي الصادر عام 1996 بشأن «وضع الأطفال في أمريكا» ارتفع هذا الرقم إلى أكثر من 60%.
هناك أنواع عديدة من رعاية الأطفال التي يجري استخدامها في الولايات المتحدة حاليًا. ويمكن تصنيفها إلى ثلاثة أنواع رئيسية تقريبًا: رعاية الأطفال القائمة على مراكز رعاية الطفولة ورعاية الأطفال الأسرية والمربيات. وعادة ما تكون رعاية الأطفال القائمة على مراكز رعاية الطفولة في مبنى عام مستقل بذاته أو ملحق بمدرسة أو شركة. عادة ما يتم تصنيف الأطفال حسب العمر في الفصول الدراسية. ونسبة الكبار إلى الأطفال تكون أعلى من النسبة في بيئة رعاية الأطفال الأسرية أو إذا كان الأطفال في بيتهم الخاص مع مربية. وتقوم معظم الولايات بتنظيم رعاية الأطفال القائمة على مراكز رعاية الطفولة.
يقوم مقدمو خدمات رعاية الأطفال الأسرية بالاعتناء بالأطفال في المنزل الخاص بمقدمي الرعاية. ويكون الأطفال في فئة عمرية مختلطة مع نسبة منخفضة للبالغين إلى الأطفال. ويمكن أن تكون الرعاية أكثر خصوصية وفردية. وقد تكون ساعات الرعاية أكثر مرونة وقد يقدم مقدم الخدمة رعاية مسائية ورعاية في عطلات نهاية الأسبوع للأمهات اللاتي يعملن نوبة ثانية أو ثالثة. وتكلفة الرعاية الخاصة بنظام رعاية الأطفال الأسرية تكون أقل في متوسطها من الرعاية في مراكز الرعاية.
رعاية المربيات في منزل الطفل. تكون المجموعة صغيرة، عادة تتكون فقط من أطفال الأسرة الواحدة. وتكون التكلفة أعلى من التكلفة التي تفرضها المراكز أو مقدمو رعاية الأطفال الأسرية. وعادة ما تكون غير خاضعة للتنظيم. وقد تعيش المربيات في منزل الأسرة أو ربما ينتقلن ذهابًا وإيابًا.
ولدى مرافق رعاية الأطفال الخيار بأن تصبح معتمدة. ويتم تحديد هذا المعيار وتنظيمه من قِبل وكالة خارجية. في المراكز، تقوم الرابطة الوطنية لتعليم الأطفال الصغار بوضع هذا المعيار. بالنسبة لمقدمي رعاية الأطفال الأسرية، تقوم الرابطة الوطنية لمقدمي رعاية الأطفال الأسرية بمنح أوراق الاعتماد.

### ولاية إلينوي
في ولاية إلينوي، تُعتبر إدارة خدمات الأطفال والعائلة هي الوكالة التنظيمية لرعاية الطفل. فهي مسؤولة عن وضع المعايير وإصدار التراخيص لمراكز الرعاية النهارية والمنازل والبيوت الجماعية ووكالات الرعاية النهارية في ولاية إلينوي. واعتبارًا من 2007، كان لدى ولاية إلينوي 2907 مراكز من مراكز الرعاية النهارية المرخصة و10051 منزلاً من منازل الرعاية النهارية المرخصة و473 منزلاً جماعيًا مرخصًا. والقدرة الكلية لجميع الأماكن هي 295000 بزيادة 70% من المنافذ المتاحة في مراكز الرعاية النهارية.

## وصلات خارجية
- National Child Care Information and Technical Assistance Center (NCCIC)